# Stanisław Mróz (poseł)
Stanisław Mróz, ps. „Stefan Nowak” (ur. 18 grudnia 1890 w Tarnowie, zm. 20 lutego 1972 w Poznaniu) – polski nauczyciel, działacz społeczny, poseł na Sejm IV kadencji (1935–1938) w II Rzeczypospolitej.

## Życiorys
Ukończył Seminarium Nauczycielskie w Tarnowie w 1910 roku i studia pedagogiczne na Wyższym Kursie Pedagogicznym w Poznaniu (prawdopodobnie w 1921 roku). 
W latach 1910–1914 pracował jako nauczyciel w powiecie tarnowskim. Podczas I wojny światowej walczył w randze podporucznika w armii austriackiej na froncie włoskim. W latach 1918–1919 służył w Armii Polskiej we Francji, z którą wrócił do Polski. 
W latach 20. pracował jako nauczyciel w Gimnazjum im. G. Bergera i Gimnazjum im. K. Marcinkowskiego w Poznaniu. 
Był działaczem Chrześcijańsko-Narodowego Stowarzyszenia Nauczycieli Szkół Powszechnych, Związku Obrony Kresów Zachodnich, od 1935 roku był przywódcą Narodowego Stronnictwa Pracy, prezesem Rady Okręgowej Polskich Związków Zawodowych „Praca”. Był też radnym m. Poznania i redaktorem „Zewu Pracy”.
W wyborach parlamentarnych w 1935 roku został wybrany posłem na Sejm IV kadencji (1935–1938) 12 178 głosami z okręgu nr 94, obejmującego obwody II, VI, VII i VIII w Poznaniu. W kadencji tej pracował w komisjach: budżetowej (w sesji 1937–1938 był zastępcą członka), oświatowej (1935–1936), pracy (był jej sekretarzem) i przemysłowo-handlowej. W lutym 1938 roku został wybrany do specjalnej komisji do spraw samorządu miejskiego, a w czerwcu 1938 roku – do specjalnej komisji do spraw aprowizacji. 
W czasie II wojny światowej, od listopada 1939 roku był członkiem kierownictwa SZP, później ZWZ-AK w Tarnowie, redaktorem i wydawcą konspiracyjnego „Biuletynu Informacyjnego” i defetystycznych ulotek skierowanych do żołnierzy niemieckich w ramach tzw. akcji „N”. Gdy został ostrzeżony przed aresztowaniem, ukrywał się pod nazwiskiem Nowak w Trzemesnej, Zabłędzy, okolicach Tarnowa, Krakowa i w Radomiu, a od lipca 1941 roku – w konspiracji w Warszawie. 
Po wojnie pracował w latach 1945–1948 jako nauczyciel Gimnazjum Marii Magdaleny w Poznaniu, w okresie 1948–1949 był dyrektorem Ośrodka Szkolenia Zawodowego, a w latach 1946–1948 – redaktorem miesięcznika „Materiały Budowlane”. 
Został aresztowany w 1952 roku, więziony na Mokotowie w Warszawie, zwolniono go w 1954 roku. W latach 1958–1962 był założycielem i prezesem Spółdzielni Melioracyjnej w Poznaniu. 

## Życie prywatne
Był synem Józefa (robotnika) i Anny z domu Więcek. Ożenił się ze Stefanią Palichleb. Powtórnie ożenił się z Janiną Wilczyńską. Miał syna Mariusza.
Został pochowany na Cmentarzu na Junikowie w Poznaniu (pole 9 kwatera 5-14-531).